# Liste des clans japonais
- Haut – A
- B
- C
- D
- E
- F
- G
- H
- I
- J
- K
- L
- M
- N
- O
- P
- Q
- R
- S
- T
- U
- V
- W
- X
- Y
- Z

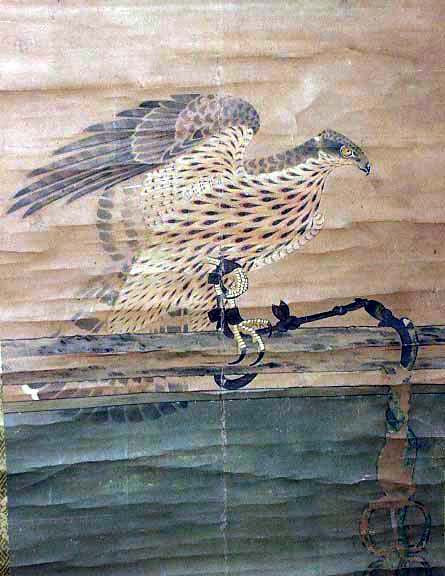
Peinture d'un faucon sur un support par Asari Gyuran (Hashimoto Inpu)

Voici la liste des clans du Japon ancien :

## A
- clan Abe
- clan Abiru
- clan Adachi
- clan Aizu Matsudaira
- clan Akamatsu
- clan Akechi
- clan Akimoto
- clan Akita
- clan Akiyama
- clan Akizuki
- clan Amago
- clan Anayama
- clan Ando
- clan Anegakōji
- clan Aoki
- clan Arakawa
- clan Arima
- clan Asakura
- clan Asano
- clan Ashikaga
- clan Asahina
- clan Aso
- clan Atagi
- clan Awaya
- clan Azai

## B
- clan Baba
- clan Bessho
- clan Bito

## C
- clan Chiba
- clan Chōshū
- clan Chosokabe

## D
- clan Daidōji
- clan Date
- clan Doi

## F
- clan Fuwa
- clan Fujiwara

## G
- clan Gamō
- clan Go-Hōjō
- clan Goto

## H
- clan Hachisuka
- clan Haga
- clan Hara
- clan Hata
- clan Hamato
- clan Hatakeyama
- clan Hatano
- clan Hayashi
- clan Hetsugi
- clan Hiki
- clan Honda
- clan Honma
- clan Hojo
- clan Horio
- clan Hosokawa
- clan Hoshina
- clan Hotta

## I
- clan Ichijō
- clan Idaten
- clan Ii
- clan Ikeda
- clan Ikoma
- clan Imagawa
- clan Inaba
- clan Inoue
- clan Ishida
- clan Ishikawa
- clan Ishimaki
- clan Isshiki
- clan Itakura
- clan Itō

## J
- clan Jinbō
- clan Junjii

## K
- clan Kagawa
- clan Kamachi
- clan Kamiizumi
- clan Kamo
- clan Kanamori
- clan Kasai
- clan Katō
- clan Katsumada
- clan Kazanin
- clan Kikkawa
- clan Kira
- clan Kiso
- clan Kisona
- clan Kitabatake
- clan Kobayakawa
- clan Kodama
- clan Koide
- clan Konoe
- clan Koremune
- clan Koyamada
- clan Kudara no Konikishi
- clan Kuzuyama
- clan Kyōgoku

## M
- clan Maeda
- clan Matsuda
- clan Matsudaira
- clan Matsuhita
- clan Matsukura
- clan Matsumae
- clan Minamoto
- clan Miura
- clan Mikumo
- clan Miyoshi
- clan Mizuno
- clan Mogami
- clan Mononobe
- clan Mori (clan Mouri)
- clan Murakami

## N
- clan Nabeshima
- clan Nagai
- clan Nagao
- clan Naitō
- clan Nakatomi
- clan Namioka
- clan Nanbu
- clan Nanke (Fujiwara)
- clan Nijō
- clan Nitta
- clan Niwa

## O
- Ōshū Fujiwara
- clan Oda
- clan Ogasawara
- clan Ōkubo
- clan Ōsaki
- clan Ōtomo
- clan Ōuchi
- clan Oura
- clan Ozutsuki

## R
- clan Rokkaku
- clan Ryūzōji

## S
- clan Sagara
- clan Saitō
- clan Sakai
- clan Sakanoue
- clan Sakuma
- clan Sanada
- clan Sasaki
- clan Satake
- clan Satomi
- clan Shiba
- clan Shibata
- clan Shimabara
- clan Shimazu
- clan Shinmen
- clan Shoni
- clan Sō
- clan Soga
- clan Sogo
- clan Sōma
- clan Sue
- clan Suwa

## T
- clan Tachibana
- clan Tada
- clan Taira
- clan Takamuko
- clan Takanashi
- clan Takeda
- clan Takenaka
- clan Takigawa
- clan Tamura
- clan Tanegashima
- clan Toki
- clan Toda
- clan Tōdō
- clan Togashi
- clan Tokugawa
- clan Torii
- clan Tosa
- clan Toyotomi
- clan Tozawa
- clan Tsugaru
- clan Tsutsui

## U
- clan Uchiha
- clan Uesugi
- clan Urakami
- clan Ukita

## W
- clan Watanabe
- clan Wakisaka
- clan Wakiya

## Y
- clan Yagyū
- clan Yokota
- clan Yamana
- clan Yamato no Aya
- clan Yamauchi
- clan Yanahisawa
- clan Yūki